# The Trouble with Harry
The Trouble with Harry (Pero... ¿quién mató a Harry? en España y El Tercer Tiro en Latinoamérica), es una película estadounidense del género de comedia negra, dirigida por Alfred Hitchcock en 1955. La historia trata de cómo reaccionan los residentes de un pequeño pueblo de Vermont cuando se encuentran con el cadáver de un hombre llamado Harry Worp (Philip Truex) en una ladera.
El guion escrito por Michael Hayes se basa en una novela escrita por Jack Trevor Story con el mismo nombre en 1950. Está protagonizada por Edmund Gwenn, John Forsythe, Jerry Mathers y Shirley MacLaine, en su primer rol cinematográfico.
La película fue una de las pocas verdaderas comedias de Hitchcock (aunque la mayoría de sus películas tenían algún elemento de humor irónico o macabro). Fue un fracaso en taquilla, recaudando solo 3.5 millones de dólares en Estados Unidos. Pese a ello, estuvo en cartelera durante un año en Inglaterra y Roma, y un año y medio en Francia.